# Canal Croydon
Le canal Croydon s'étendait sur 15 km à partir de Croydon via Forest Hills jusqu'au canal du Grand Surrey à New Cross dans le Sud de Londres en Angleterre. Il a été ouvert en 1809 (en) et fermé en 1836 (en). Il s'agit du premier canal à être abandonné par une loi du Parlement.

## Annexe